# Dominik Meichtry
Dominik Meichtry (* 18. November 1984 in St. Gallen) ist ein Schweizer Schwimmer. Seine Spezialdisziplin ist das 200-Meter-Freistilschwimmen.
Bei den Schwimmeuropameisterschaften 2006 erreichte Meichtry den 14. Platz über 100 Meter, den 11. Platz über 200 Meter und den 10. Platz mit der Staffel. Bei den Schwimmweltmeisterschaften 2007 wurde er 13. über 100 Meter sowie jeweils 11. über 200 Meter und mit der Staffel.
Meichtry nahm an den Olympischen Spielen in Peking teil, wo er im Vorlauf seiner Spezialdisziplin, die schnellste Zeit aller Teilnehmer erzielte. Dabei verbesserte er den Schweizer Rekord um 1,38 Sekunden und war sogar schneller als der US-Superstar Michael Phelps. Schlussendlich belegte er den 6. Platz in dieser Kategorie.
Dominik Meichtry schaffte als Startschwimmer der 4-mal-100-Meter-Freistilstaffel am 10. August 2008 in Peking in 48,96 Sekunden als erster Schweizer die 100-Meter-Schwimmstrecke unter 49 Sekunden.
Seit 2005 studiert und trainiert Meichtry an der University of California, Berkeley in Kalifornien. Er ist mit der amerikanischen Schwimmerin Jessica Hardy verheiratet.

## Rekorde
| Schweizer Rekorde (5)  | Schweizer Rekorde (5) | Schweizer Rekorde (5) | Schweizer Rekorde (5)                      |
| ---------------------- | --------------------- | --------------------- | ------------------------------------------ |
| 100 m Freistil         | 0:48,55 min           | 12. August 2008       | Olympische Spiele 2008                     |
| 200 m Freistil         | 1:45,80 min           | 10. August 2008       | Olympische Spiele 2008                     |
| 400 m Freistil         | 3:50,51 min           | 7. Juni 2008          | Janet Evans Invitational Los Angeles (USA) |
| 400 m Freistil         | 3:49,11 min           | 7. April 2011         | Swim Cup Eindhoven                         |
| 100 m Delfin           | 0:53,54 min           | 29. Juli 2011         | Weltmeisterschaften in Shanghai            |
| (Stand: 29. Juli 2011) |                       |                       |                                            |